# McGurk-Effekt
Als McGurk-Effekt bezeichnet man die Beeinflussung der Wahrnehmung eines akustischen Sprachsignals durch die gleichzeitige Beobachtung einer Lippenbewegung bzw. unbewusstes Lippenlesen. Diese audio-visuelle Täuschung gilt als Meilenstein in der Wahrnehmungspsychologie und als Beweis für die Integration von visuellen Eindrücken in die Sprachwahrnehmung.

## Effekt
Beim klassischen Versuchsaufbau wird einer Versuchsperson ein Videoband vorgespielt, auf dem eine Person zu „sehen“ ist, die die Silben /ga-ga/ ausspricht. Die Tonspur des Videobandes wurde jedoch manipuliert und lässt die Probanden die Silben /ba-ba/ „hören“. Etwa 98 Prozent der erwachsenen Versuchspersonen geben an, die Silben /da-da/ „wahrgenommen“ zu haben.

## Erklärungsansatz
Nach der Motor-Theorie der Sprachwahrnehmung versucht unser Gehirn, alle Signale inklusive der optischen Informationen zu nutzen, um zu erschließen, wie das akustische Signal erzeugt wurde. Da unsere Erinnerung besagt, dass es einen direkten Zusammenhang zwischen Lippenbewegung und Lauten gibt, übt die visuelle Information der Lippenbewegung einen großen Einfluss auf die Verarbeitungseinheit für Phoneme in unserem Gehirn aus. Das Sprachzentrum kombiniert offenbar die widersprüchlichen Sinneseindrücke, um sie zu korrigieren, und schafft so einen neuen virtuellen Eindruck.

## Geschichte
Mitte der 1970er Jahre entdeckten Entwicklungspsychologe Harry McGurk (1936–1998) und seine Mitarbeiter an der University of Surrey den Effekt eher zufällig, während sie die Wahrnehmung von Kleinkindern untersuchten.
Durch die Veröffentlichung der Ergebnisse in Nature (1976) und die damit verbundene hohe Aufmerksamkeit wurden Versuche nach ähnlichem Muster durchgeführt: Der Effekt wurde in verschiedenen Sprachen überprüft – einige Studien betrachteten den Effekt auf Kinder, andere untersuchten, ob ähnliche Resultate bei nichtsprachlichen Schallsignalen auftreten.
Bei Sprachen wie Hochchinesisch und Japanisch wurde allerdings eine Verminderung des Effekts festgestellt.